# Bács Károly (színművész, ?–1872)
Idősebb martonfalvi Bács Károly (1810 körül? – Buda, 1872. október 12.) vándorszínész, színigazgató, ifj. Bács Károly apja.

## Életútja
Apja Bács András, a nagyenyedi református kollégium inspektora volt. Jogot végzett, majd 1831. július 25-én lett színész. 1839 augusztusában Balog János társulatával játszott Zalaegerszegen és Szombathelyen.
1840-től színigazgatóként is működött vándortársulatokban. Számos települést megjárt, több helyre ő vitt először magyar nyelvű színházat. Kis számú (3-14 fő) társulata mellett gyakran helyi műkedvelőket léptetett fel, akik közül többen lettek színészek vagy maguk is társulatvezetők.
1842-ben Egerben léptek fel – ahol egyik előadásukban Spetykó Gáspár műkedvelőként főszerepet játszott –, illetve februártól novemberig Losoncon, ahol – nagyrészt Egressy Gábor vendégszereplésének és Kubinyi Ferenc támogató tevékenységének köszönhetően – az addig legtovább pártolást kapott társaság voltak. 1843 nyarán előbb a megye felső részét bejárva, augusztusban pedig első magyar nyelvű társulatként Korponán volt több eladásuk. 1844 februárjában Rácalmáson, áprilisában Siklóson, 1844 nyarán Zomboron voltak. Társulata 1845. első felében erdélyi körutat tett: működött Gyulafehérvárott, majd Enyeden, Tordán, Désen, Zilahon, Somlyón, Tasnádon, sőt Ákosfalván is, mert Bács Károly olyan helyekre vágyódott, ahol színészek még sohasem fordultak meg. Ezután több magyarországi várost látogattak meg: Margitán keresztül, majd Nyírbátorban, Nagykállóban, Nyíregyházán, Jászberényben, Cegléden, Abonyban és Irsán léptek színre. 1845 márciusában a társulatában lett Balogh Alajos színésszé. 1846-ban Paks, Dunaföldvár és Szekszárd, Mohács, Siklós, a harkányi fürdő, Szigetvár, Kaposvár, Marcali, Keszthely, Nagykanizsa és Lendva lett állomáshelye. Télkezdettől Esztergomban szerepeltek, ahol 1847-ben páholyt is kialakított. Kompániája itt a télen át a Magyar Király vendéglőben működött. 1847. július 3.–augusztus 3. között Pápán játszottak.
A Bach-korszak – a helytartóságok különböző gátló rendelkezései ellenére – a letargia és elnyomást ellen harcoló vándortársulatok új virágzását hozta, így Bács Károly és társulata is e körülmények között járta a vidéket. 1850-ben újra Zomborban folyamodott játszási engedélyért. Játszottak Dunaföldváron, ahol Vasvári Kovács József az ő társulatában lépett először mint műpártoló, majd Kalocsán már mint társulati színész színpadra. Ezután előbb Bácsban Jankovácra mentek, majd Tolnán léptek föl. 1851-ben bejárták a Dunántúlt. Somogyban Kaposvár, Marcali, Nagybajom, Szigetvár után a Baranya vármegyei Mohácson át eljutottak újra Tolna vármegyében Tolnára, Bonyhádra és Szekszárdra. 1852 márciusában ismét Bonyhádon játszottak, ahol lemondott a társulat igazgatásáról, amit Ujfalusi Sándor vett át, de két hét múlva szétszéledtek.
1852 júliusától Bács Magyar Színész Társulat néven vitte tovább új társulatát, ami korábban Pósa Mihály igazgatása alatt működött. Brassói fellépésük alatt valószínűleg igazgatócsere történt, és így a társulatot is átszervezték. 1854 júniusában Tordán, 1856-ban a Désen játszottak. 1857. szeptember 10-én, Székelyudvarhelyt Bodrogi Dénest avatták színésszé. 1858-ban Abrudbányán – ahol Jókai Mórral 1853 után már másodjára találkoztak –, majd Déván is tartózkodtak, ahol decemberben engedélyt nyert, hogy magyar színi társulatával a Bánságban tarthasson előadásokat. 1860-ban a Torontál vármegyei Zsombolyára is ő vitt először magyar társulatot, ahonnan Zentára majd Becskerekre mentek. 1861-ben avatták Kuthy Krimszky Bélát színésszé. 1862 nyarán a Hajdúságban és környékén játszottak. 1863 nyarán azonban az országos szárazság miatt feloszlatott addig igazgatott társulata, amit előzőleg javarészt Tolna és Baranya vármegyében játszatott.
1864-ben Gerő Jakab, 1869-től 1872-ig Győrffy Antal társulatánál szerepelt. Színészként kedélyes és hős apaszerepeket formált meg.
Deréki Antal írásából megtudható, hogy híres halász is volt, amire vándorszínész életmódja vitte.